# Bertrand Fagalde
Marie-Bertrand-Alfred Fagalde, francoski general, * 22. julij 1878, Boghar, † 6. februar 1966, Garches.
Leta 1949 je bil obsojen na 5 let zapora, izgubo vojaškega čina in zaplembo premoženja.